# Золотые монеты Гая Юлия Цезаря
В период республики в Риме общий контроль над выпуском монет и казной осуществлялся сенатом. Свидетельством контроля сената над выпуском монет свидетельствует сокращенная надпись ex SC — ех senatus consulto на монете.

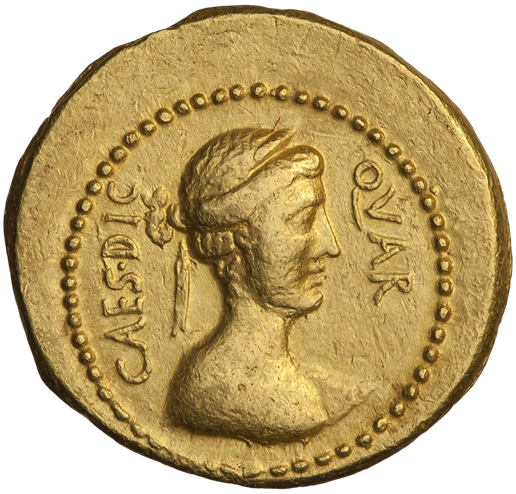
Ауреус. Гай Юлий Цезарь (44—49 гг. до н. э.). 44 г. до н. э. (аверс). Надпись CAES∙ DIC QVAR. Погрудное изображение Венеры в диадеме, вправо; волосы собраны в узел на затылке и перевязаны лентой.

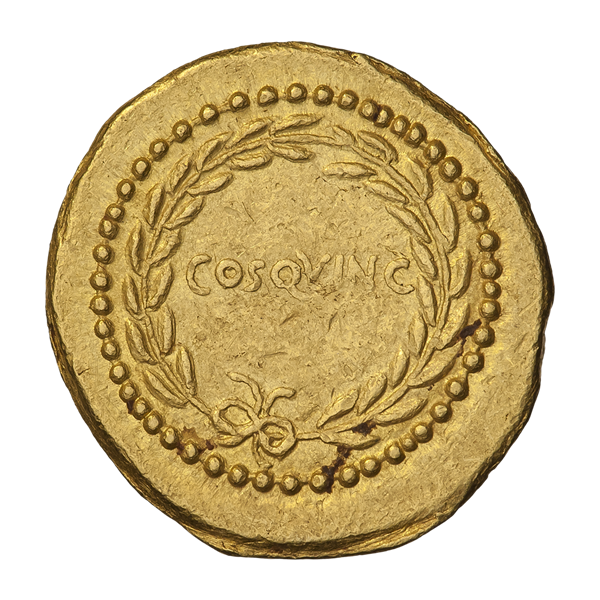
Ауреус. Гай Юлий Цезарь (44—49 гг. до н. э.). 44 г. до н. э. (реверс). Надпись COS QVINC внутри лаврового венка.

Иногда осуществлялись и не регулярные, чрезвычайные монетные выпуски, обусловленные экономическими или политическими обстоятельствами. В таких случаях ответственными лицами являлись либо эдил, либо квестор, но и эти монеты выпускались с разрешения сената. Иногда право чекана монеты могло быть передано отдельному лицу — главнокомандующему, консулу или диктатору, что обуславливалось чрезвычайными обстоятельствами, например, в период гражданских войн I в. до н. э. Это называлось военной чеканкой.
К подобным выпускам принадлежат монетные серии Юлия Цезаря, Гнея Помпея, Брута и других.
Из монет периода правления Юлия Цезаря, отчеканенных до 49 г. до н. э., это денарии со слоном и атрибутами жрецов. Также встречаются монеты с изображением галльского оружия на реверсе Альбина Брута и на аверсах Гостилия Сасерны, где изображены галльские воин и женщина. Изображения Цереры и Вакха относятся к дешевому распределению хлеба и вина, голова Венеры — к легендарной истории рода Юлиев. Имеются монеты, на аверсе которых размещен портрет Цезаря. Вероятно некоторые монеты в 48 г. до н. э. были выпущены в провинциях от его имени или проконсула Сицилии.
Интересно, что при проведении своих восточных кампаний Помпей и Цезарь редко чеканили монеты, а пользовались в основном местной валютой.